# Caney (condado de Cherokee, Oklahoma)
Caney es un lugar designado por el censo ubicado en el condado de Cherokee en el estado estadounidense de Oklahoma. En el Censo de 2020 tenía una población de 382 habitantes y una densidad poblacional de 13,06 habitantes por km². Fue incluido como CDP en el censo de 2020.

## Geografía
Caney se encuentra ubicado en las coordenadas 35°50′5″N 94°51′30″O / 35.83472, -94.85833. Según la Oficina del Censo de los Estados Unidos,  tiene una superficie total de 29,24 km², de la cual 29,19 km² corresponden a tierra firme y 0,05 km² a agua.